# Trofeu Armangué
El Trofeu Armangué (en castellà, Trofeo Armangué) fou una cursa internacional d'autocicles organitzada entre el 1921 i el 1923 pel Reial Moto Club de Catalunya amb el suport de la Penya Rhin. El Trofeu s'instaurà en homenatge pòstum a Josep Maria Armangué, actiu membre del RMCC i promotor dels esports de motor a Catalunya mort en un accident aeri al Prat de Llobregat el 1917.
La prova, també anomenada Copa S.M. El Rey, es disputava en circuits improvisats pels voltants de Tarragona i constava de diverses curses: a banda de la principal per a autocicles, n'hi havia de complementàries per a motocicletes i sidecars, les quals rebien la denominació de Campionat del RMCC.
El circuit emprat a la primera edició feia el recorregut Tarragona-Secuita-Vallmoll-Tarragona. La segona edició, programada inicialment per al 21 de maig de 1922, s'hagué de córrer en dues dates diferents, ja que la primera fou aturada abans del final de la primera volta a causa d'un accident en què moriren tres persones: el mecànic del pilot André Lombard, Paul Honer, i dos nens que eren entre el públic, Maria Coll i Amadeu Grau. L'accident es produí quan Lombard s'estavellà amb el seu autocicle Salmson prop del Pont del Diable. La segona cursa es disputà el 29 d'octubre d'aquell mateix any.

## Palmarès
| Edició | Any  | Data         | Circuit   | Distància (km) | Guanyador      | Autocicle   | Temps      | Mitjana (km/h) |
| ------ | ---- | ------------ | --------- | -------------- | -------------- | ----------- | ---------- | -------------- |
| I      | 1921 | 29 de juny   | Tarragona | 300,02         | Joan Andreu    | JBR         | 4h05'32.6" | 73,02          |
| II     | 1922 | 29 d'octubre | Tarragona | 363,41         | Robert Benoist | Salmson VAL | 4h18'00.6" | 85,5           |
| III    | 1923 | 3 de juny    | Tarragona | 363,40         | Lucien Desvaux | Salmson GP  | 4h13'23"   | 86,05          |

Notes
1. ↑  30 km x 10 voltes
2. ↑  30,28 km x 12 voltes
3. ↑  Robert Benoist marcà també la volta ràpida, amb un temps de 19'30" (93,18 km/h)
4. ↑  30,28 km x 12 voltes